# Pictou County
Pictou County ist ein County in der kanadischen Provinz Nova Scotia. Das County hat 43.748 Einwohner (Stand: 2016). 2011 betrug die Einwohnerzahl 45.643 auf einer Fläche von 2.845,62 km².
Pictou leite sich von Piktook ab, das aus der Mi’kmaq-Sprache stammt und so viel wie explodierendes Gas bedeutet. Von 1759 bis 1835 gehörte das County zum Halifax County. Indianerreservate im County sind das Fischer’s Grant 24 Reservat und das Merigomish Harbour 35 Reservat.

## Städte
- New Glasgow
- Pictou
- Stellarton
- Trenton
- Westville